# Stenoplax heathiana
Stenoplax heathiana is een keverslak uit de familie pantserkeverslakken (Ischnochitonidae). De wetenschappelijke naam van de soort werd in 1946 gepubliceerd door Samuel Stillman Berry.
Stenoplax heathiana wordt 38 tot 76 millimeter lang.
Deze soort komt voor van Mendocino County in Californië tot het noorden van Noord-Californië.